# Catherine Epstein
Catherine A. Epstein (* 27. Januar 1962 in Providence) ist eine US-amerikanische Historikerin.

## Leben
Epstein erwarb an der Brown University 1985 den Bachelor of Arts, an der London School of Economics 1987 den Master of Science und an der Harvard University 1998 den Ph.D. Sie ist Provost und Dekanin der Fakultät sowie Winkley-Professorin für Geschichte am Amherst College.
Epsteins Forschungsgebiet ist die moderne deutsche und mitteleuropäische Geschichte. Ihr Buch Model Nazi: Arthur Greiser and the Nazi Occupation of Western Poland (Oxford, 2010) wurde mit dem Arthur-Kronthal-Preis ausgezeichnet. Von 2004 bis 2014 war sie Mitherausgeberin von Central European History.
Catherine Epstein gehört zum Vorstand der Friends of the German Historical Institute in Washington, DC. Weiter gehört sie dem Vorstand der American Friends of the Alexander von Humboldt Foundation an und ist Mitglied des Akademischen Ausschusses des US Holocaust Memorial Council.
Sie ist verheiratet mit dem Historiker Daniel Gordon. Das Paar hat drei Kinder.

## Schriften (Auswahl)
- A past renewed. A catalog of German-speaking refugee historians in the United States after 1933. Cambridge 1993, ISBN 0-521-44063-7.
- The last revolutionaries. German communists and their century. Cambridge 2003, ISBN 0-674-01045-0. Leseprobe
- Model Nazi. Arthur Greiser and the occupation of Western Poland. Oxford 2010, ISBN 0-19-954641-X. Leseprobe
- Nazi Germany. Confronting the myths. Chichester 2015, ISBN 978-1-118-29478-9.